# Ballet blanc

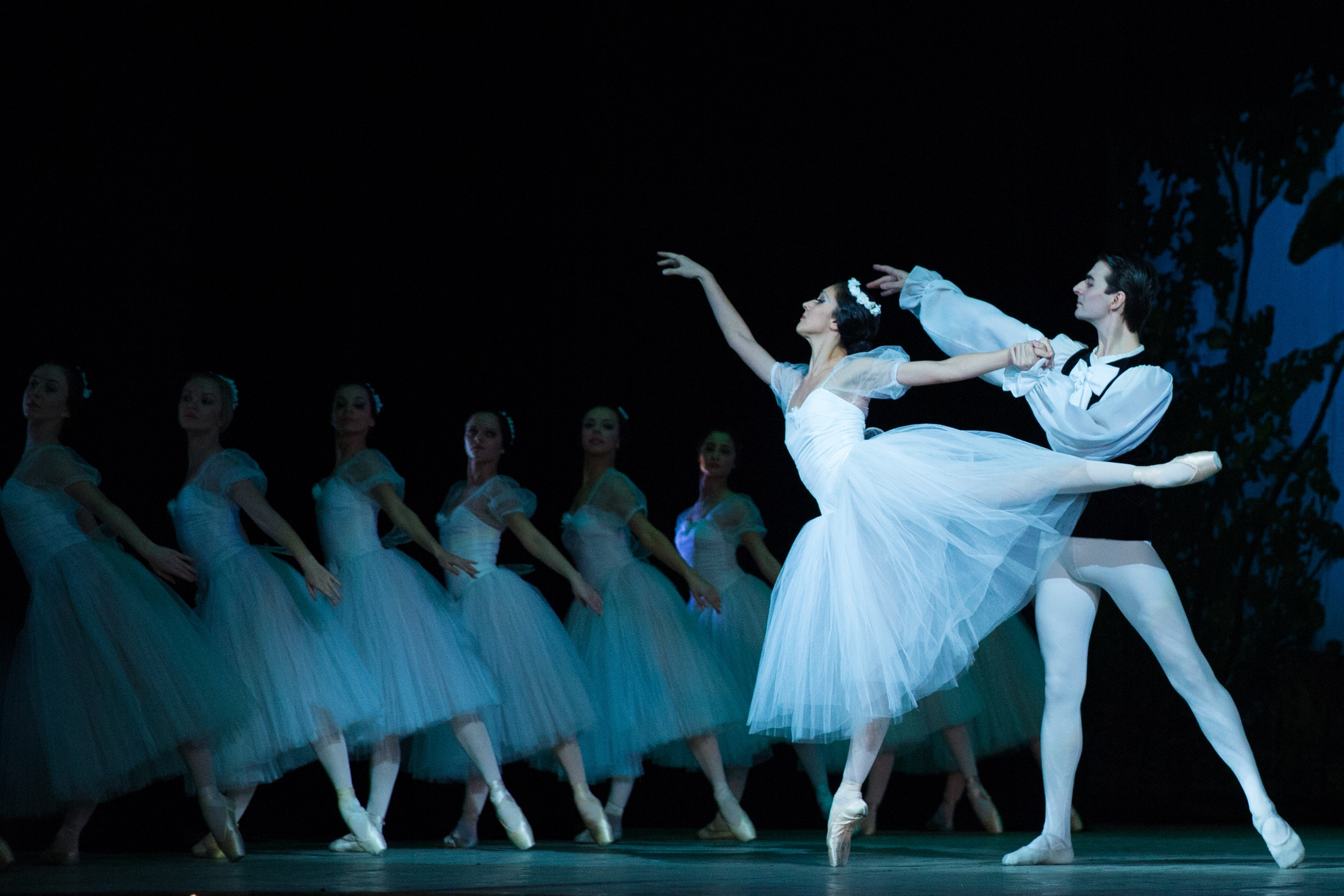
De nimfen in Les Sylphides dansen in het wit

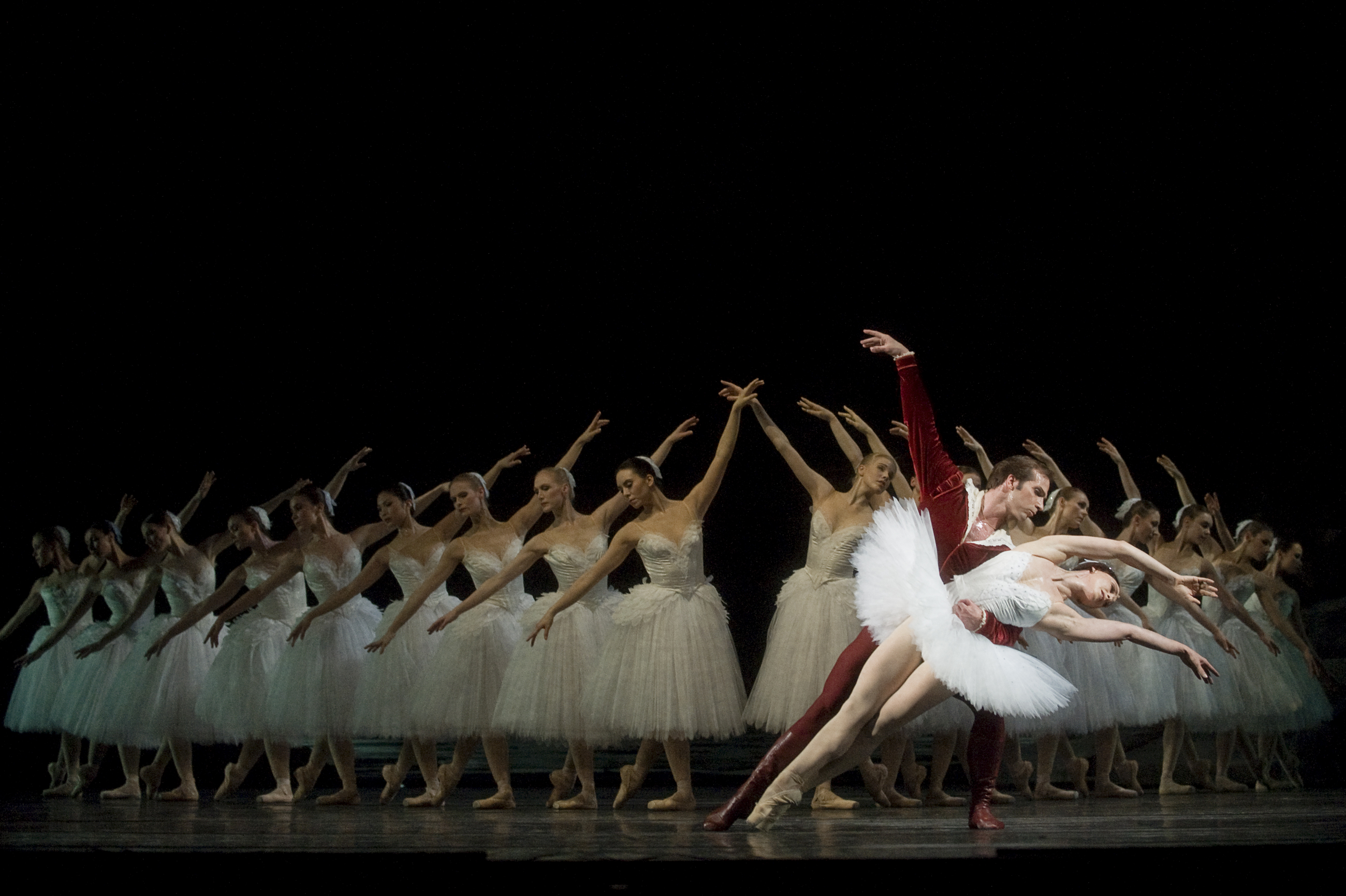
Mannelijke dansers zijn niet steeds in het wit gekleed, zoals de prins in Het zwanenmeer

Ballet blanc (Nederlands: wit ballet) is een Franse term voor een ballet waarbij de dansers witte tutu's dragen. Deze stijl ontstond tijdens de romantiek. Opvoeringen met geesten, nimfen en feeën waren toen populair. Ballet blanc ontleent zijn naam aan de witte kostuums uit transparante stoffen waarmee men deze figuren uitbeeldde.
Het eerste ballet blanc kwam voor in Robert le diable. In het derde bedrijf van die opera komen ontrouwe kloosterzusters uit hun graf om de held te verleiden. In 1832 volgde een volledig ballet in de stijl, La Sylphide. Choreograaf Filippo Taglioni en zijn dochter Marie Taglioni creëerden deze beide producties. Na het succes van hun werk domineerde het ballet blanc een tijdlang het danstheater. Het enige bewaard gebleven voorbeeld uit de romantische stijlperiode is het tweede bedrijf van Giselle.
Scènes gedanst in witte tutu kwamen ook na de romantiek voor. De klassieke stukken La Bayadère, Het zwanenmeer en De notenkraker bevatten zulke passages. Michel Fokine en de Ballets Russes zorgden voor een heropleving van het genre met Les Sylphides. Tot op vandaag zit er ballet blanc in het repertoire van grote gezelschappen.
In deze dansen werd er veel gebruik gemaakt van springende bewegingen zodat de danseressen leken te zweven, het bovennatuurlijke uitbeelden was erg belangrijk. Ook was de dans met veel emotie beladen maar blijft wel sierlijk. De danseressen dansen vaak in grote formaties en vullen de bewegingen van elkaar aan voor een overweldigend gevoel.

## Galerij

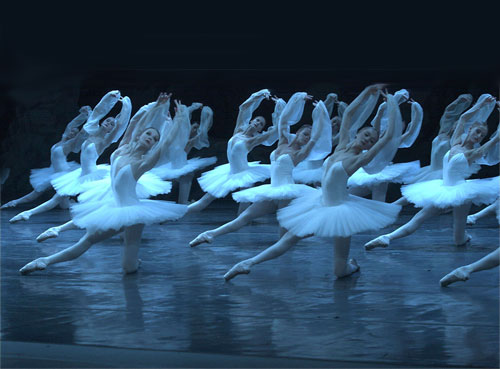
Het schimmenrijk in La Bayadère
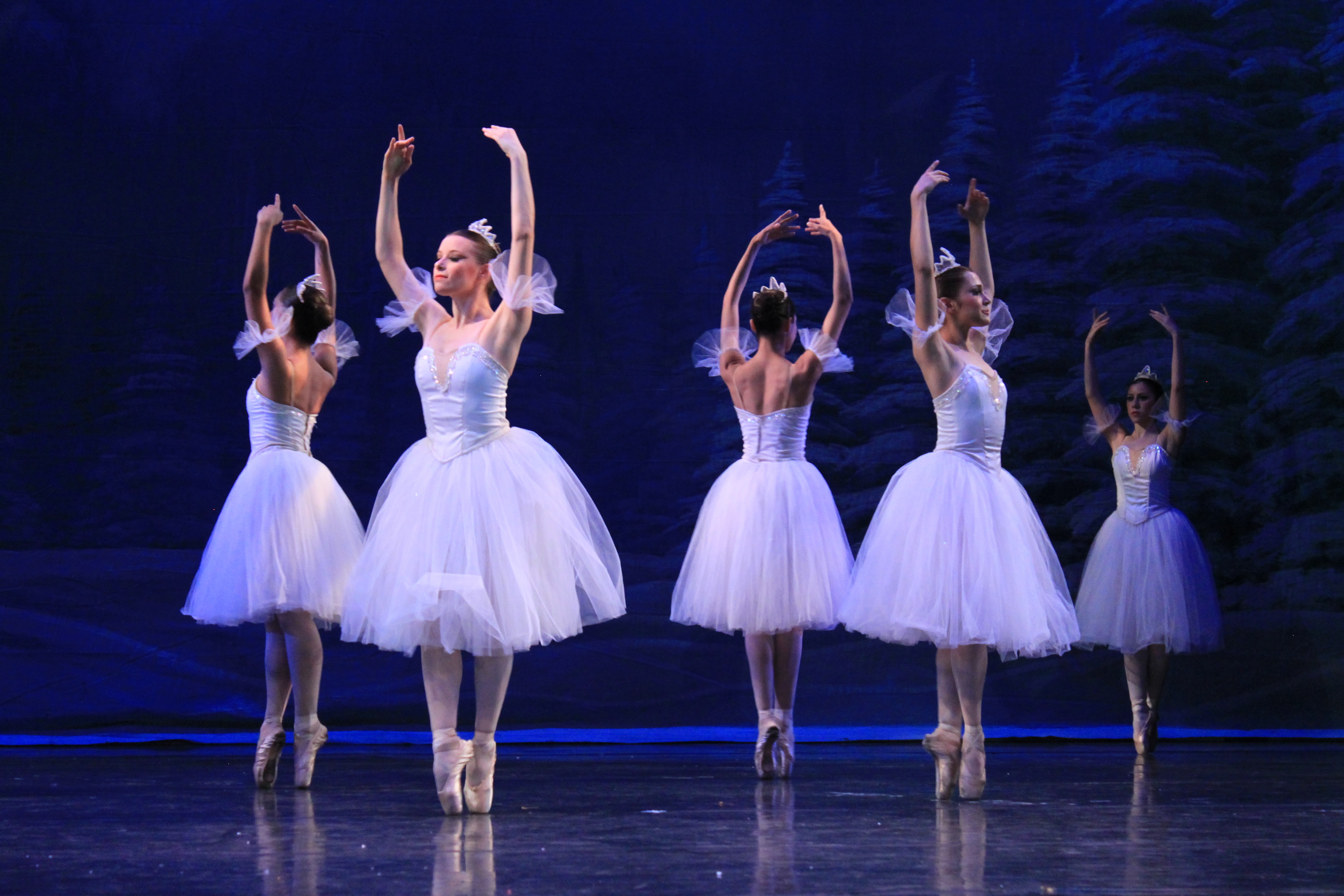
Sneeuwvlokkenwals in De notenkraker